# Hisar (ЗРК)
HİSAR (рус. «Крепость») — это семейство турецких зенитно-ракетных комплексов малой, средней и большой дальности, разрабатываемых Aselsan и Roketsan с 2007 года. В состав ЗРК входят низковысотная система ПВО HİSAR-A, система ПВО средней дальности HİSAR-O и система ПВО большой дальности HİSAR-U (переименованная в Siper). Система управления — инфракрасное самонаведение.
К январю 2024 года комплексы Hisar-A+ и Hisar-O+ поступили в серийное производство и уже состоят на вооружении ВС Турции. ЗРК Siper находится на стадии тестирования.

## История разработки
18 апреля 2007 года Министерство оборонной промышленности Турции направило запрос к международным и национальным оборонным компаниям на систему противовоздушной обороны на малых и средних высотах в рамках турецкой программы противовоздушной обороны (T-LALADMIS, Alçak İrtifa Hava. Savunma Füze Sistemi). Всего на запрос ответили 18 компаний. Последующий запрос предложений был направлен 28 сентября 2008 г. на прямое приобретение 18 систем и опцией до 27 дополнительных систем. Контракт был 20 июня 2015 года присужден компании Aselsan в качестве генерального подрядчика. Другие субподрядчики включают Tübitak Sage (боеголовок и батареи) и Meteksan Savunma (системы передачи данных). Стоимость контракта составляет 314,9 млн евро для маловысотного и 241,4 млн евро для средневысотного ЗРК.
Ракетные испытания Hisar-A начались в 2013 году, а Hisar-O — в 2014 году.
8 декабря 2016 года Hisar-O успешно провела первое испытание ракеты.
В ходе испытаний, проведенных 7 декабря 2017 года, впервые была проведена стрельба из систем HİSAR по крутой траектории, успешно испытана система защиты в диапазоне 360 градусов. Также проводились лётные и баллистические испытания. Впервые проведены успешные испытания радаров, средств управления, электрооптических и коммуникационных элементов систем HİSAR. Успешно выполнены испытания самолётов-мишеней, обнаружения и сопровождения целей, управления огнём и бомбового прицела средней дальности.
В сентябре 2020 года Исмаил Демир объявил, что улучшенные версии Hisar A и O как A+ и O+ были разработаны после получения отзывов о характеристиках ракет. Он также заявил, что будет разработан вариант, чтобы заполнить пробел между Хисаром О и Хисаром У.
1 февраля 2018 года компания Hisar-A провела успешное испытание ракеты в турецкой провинции Аксарай 12 октября 2019 года Hisar-A завершил свои последние опытно-конструкторские испытания и одобрен Министерством обороны для серийного производства. Исмаил Демир, глава Управления оборонной промышленности Турции, заявил на пресс-конференции в Анкаре, что Hisar-A войдет в строй в 2020 году.
16 декабря 2020 года Hisar-A+ прошёл последний тест перед принятием на вооружение.
6 января 2020 года начато серийное производство Hisar-A+.

## История эксплуатации
3 марта 2020 года Турция заявила, что система будет развернута в сирийской провинции Идлиб в рамках операции Spring Shield.
Бангладеш также проявил интерес к системе ПВО HISAR-O.
В 2022 году стало известно, что Египет проявляет интерес к данным ЗРК и желает наладить совместное с Турцией производство данных комплексов на своей территории.

## HİSAR-A
HİSAR-A (Alçak İrtifa Hava Savunma Füze Sistemi) базируется на шасси гусеничной машины FNSS ACV-30, вооруженной четырьмя ракетами ближнего действия Hisar-A вертикального пуска, поставляемыми Roketsan. Гусеничная система Hisar-A оснащена собственным установленным на мачте радиолокатором ПВО KALKAN и электрооптической/инфракрасной системой, что позволяет ей работать как независимая автономная система без необходимости работать в качестве батареи с отдельной системой управления стрельбой.
- Минимальная дальность: 2 км
- Максимальная дальность: 15 км

В 2020 году было объявлено, что некоторые заказы на HİSAR-A будут заменены на HİSAR-O, который имеет немного большую дальность поражения и большую максимальную высоту, несмотря на то, что размер останется прежним.

## HİSAR-O
HİSAR-O (Orta İrtifa Hava Savunma Füze Sistemi) — зенитно-ракетный комплекс средней дальности вертикального пуска, установленный на шасси Mercedes-Benz Zetros.
- Минимальная дальность: 3 км
- Максимальная дальность: 25 км[29]
- Дальность обнаружения и сопровождения истребителя: 40-60 км
- Кол-во сопровождаемых целей: >60
- Количество готовых к пуску ракет:
  - ≥ 18 (батарея)
  - ≥ 54 (батальон)

## HİSAR-U (SIPER)
HİSAR-U (Uzun Menzilli Hava Savunma Füze Sistemi, также Siper, «траншея») — это система ПВО большой дальности, разрабатываемая в National Technology Development Infrastructures. Устанавливается на грузовые автомобили MAN Türkiye 8x8.
- Минимальная дальность: 30 км
- Максимальный диапазон: 100+ км

## HİSAR-RF
Испытанный в августе 2020 года и анонсированный в ноябре 2020 года, Hisar-RF представляет собой вариант Hisar-O с несколько удлинённым корпусом и активной радиолокационной головкой самонаведения, заимствованной из загоризонтной системы ПВО Gökdoğan. Он будет иметь большую дальность поражения по сравнению с Hisar-O благодаря радиочастотному искателю и заполнит пробел между вариантами -O и -U.

## Экспорт
Индонезия подписала контракт на закупку варианта зенитно-ракетной системы Hisar-O и SİPER у турецкой оборонной компании Roketsan на выставке Indo Defence 2022. Система известна как Trisula-O и Trisula-U и создана специально для нужд, запросов и потребностей Индонезии